# Holmen (Wisconsin)
Holmen ist eine Gemeinde (mit dem Status „Village“) im La Crosse County im US-amerikanischen Bundesstaat Wisconsin. Das U.S. Census Bureau ermittelte bei der Volkszählung 2020 eine Einwohnerzahl von 10.661.
Holmen ist Bestandteil der bundesstaatenübergreifenden Metropolregion La Crosse Metropolitan Area.

## Geografie
Holmen liegt rund 2 km östlich des zum Lake Onalaska aufgestauten Mississippi, der die Grenze zu Minnesota bildet. Der am Mississippi gelegene Schnittpunkt der drei Bundesstaaten Wisconsin, Minnesota und Iowa befindet sich 54,8 km südlich.
Holmen liegt in der Driftless Area genannten eiszeitlich geformten Region, die sich über das südöstliche Minnesota, das südwestliche Wisconsin, das nordöstliche Iowa und das äußerste nordwestliche Illinois erstreckt. Bei der letzten Eiszeit, der so genannten Wisconsin Glaciation, blieb die Region eisfrei, sodass sich die Flusstäler auch während dieser Zeit tiefer in das Plateau einschneiden konnten.
Die geografischen Koordinaten von Holmen sind 43°57′48″ nördlicher Breite und 91°15′23″ westlicher Länge. Das Stadtgebiet erstreckt sich über eine Fläche von 13,47 km².
Nachbarorte von Holmen sind Council Bay (12,5 km nördlich), Mindoro (17,3 km nordöstlich), West Salem (19,5 km südöstlich), Onalaska (9,3 südsüdöstlich), Brice Prairie (9,2 km südwestlich), Trempealeau (17,1 km westnordwestlich) und Galesville (17,9 km nordnordwestlich).
Die nächstgelegenen größeren Städte sind Green Bay am Michigansee (327 km ostnordöstlich), Wisconsins größte Stadt Milwaukee (340 km ostsüdöstlich), Wisconsins Hauptstadt Madison (233 km südöstlich), Rockford in Illinois (339 km in der gleichen Richtung), die Quad Cities in Illinois und Iowa (326 km südlich), Cedar Rapids in Iowa (276 km südsüdwestlich), Rochester in Minnesota (131 km westlich) und die Twin Cities in Minnesota (231 km nordwestlich).

## Verkehr
Der vierspurig ausgebaute U.S. Highway 53 verläuft entlang der westlichen Ortsgrenze. Der Wisconsin State Highway 35 führt als Hauptstraße durch Holmen, bevor er den Ort in  nordwestlicher Richtung verlässt. Alle weiteren Straßen sind untergeordnete Landstraßen, teils unbefestigte Fahrwege sowie innerörtliche Verbindungsstraßen.
Entlang des Mississippi verläuft unweit des westlichen Ortsrandes für den Frachtverkehr eine Eisenbahnlinie der BNSF Railway, der zweitgrößten Eisenbahngesellschaft des Landes.
Der nächste Flughafen ist der La Crosse Regional Airport, der 17 km südlich liegt.

## Bevölkerung
Nach der Volkszählung im Jahr 2010 lebten in Holmen 9005 Menschen in 3400 Haushalten. Die Bevölkerungsdichte betrug 668,5 Einwohner pro Quadratkilometer. In den 3400 Haushalten lebten statistisch je 2,64 Personen.
Holmen wurde 1862 von norwegischen Auswanderern gegründet. Seit dem 7. Mai 1946 ist es offiziell unter dem Namen eine Ortschaft.
Ethnisch betrachtet setzte sich die Bevölkerung zusammen aus 90,4 Prozent Weißen, 0,6 Prozent Afroamerikanern, 0,2 Prozent amerikanischen Ureinwohnern, 7,0 Prozent Asiaten sowie 0,2 Prozent aus anderen ethnischen Gruppen; 1,5 Prozent stammten von zwei oder mehr Ethnien ab. Unabhängig von der ethnischen Zugehörigkeit waren 1,1 Prozent der Bevölkerung spanischer oder lateinamerikanischer Abstammung.
30,0 Prozent der Bevölkerung waren unter 18 Jahre alt, 59,8 Prozent waren zwischen 18 und 64 und 10,2 Prozent waren 65 Jahre oder älter. 51,1 Prozent der Bevölkerung war weiblich.

Das mittlere jährliche Einkommen eines Haushalts lag bei 61.832 USD. Das Pro-Kopf-Einkommen betrug 24.434 USD. 6,7 Prozent der Einwohner lebten unterhalb der Armutsgrenze.